# Malcoha fumat
El malcoha fumat (Phaenicophaeus tristis) és una espècie d'ocell de la família dels cucúlids (Cuculidae) que habita zones boscoses i matolls des del nord i est de l'Índia i Bangladesh, cap a l'est fins al sud de la Xina i el Sud-est Asiàtic fins a Sumatra.